# 過境私家車一次性特別配額試驗計劃
過境私家車一次性特別配額試驗計劃（英語：Ad Hoc Quota Trial Scheme for Cross Boundary Private Cars），俗稱中港自駕遊、粵港自駕遊，是香港政府與广东省人民政府計劃推行的一項試驗計劃，容許香港及廣東省的車輛跨境行駛。計劃於2012年3月起開始實施第一階段，讓符合資格的五座位或以下香港私家車車主申請一次性特別配額，從香港駕車北上廣東省作短暫逗留。第二階段容許內地司機南下香港自駕遊，則未有實施時間表。

## 緣起
自香港回歸中華人民共和國十年以來，多個新增過境陸路口岸相繼投入服務，尤其深圳灣口岸2007年7月開通以來，香港政府認為有空間可以考慮放寬私家車過境的限制，尤其是讓一些未符合常規配額申請資格的私家車車主申請一次性特別配額，讓兩地私家車 （页面存档备份，存于）車主多一個通關選擇，進一步促進粵港之間的經濟、社會及文化交流。經粵港官員多番商討，香港行政長官於2011年8月舉行的粵港合作聯席會議第14次會議上公布第一階段試驗計劃將於翌年3月推出。其後，政務司司長在2012年1月的粵港合作聯席會議第17次工作會議上重申第一階段的推出時間。

## 爭議
然而，該計劃公佈實施之時，正值中國大陸与香港矛盾加劇，眾多香港民眾不滿大陸人抵港擠佔香港公共資源之際，加上香港政府並未為政策進行任何公眾諮詢，所以，一公佈計劃實施，即引起大量香港市民反對，指至大陸車輛南下會帶來眾多交通和環境問題和法律糾紛。。抗議活動一浪接一浪，有市民指長遠來說香港應奪回中港政策的主導權。

### 道路通行方向及交通規則
香港和中國大陸的道路通行方向完全相反，香港車輛的方向盤在右邊，在馬路上是靠左行駛，快線在右方，形成「左上右落」；中國大陸車輛的方向盤則在左邊，車輛靠右行駛，快線在左方，形成「右上左落」。此外，香港的法律規定，汽車在十字路口遇上紅燈，无论任何方向都要停；而在內地在路口遇到紅燈，在不影响被放行车辆行人通行的前提下可右轉。而兩地交通燈、駕駛標誌亦有分別。不少市民擔心兩地截然不同的駕駛規則會令司機短时间適應不來，最終釀成交通意外。

### 廢氣排放
兩地對汽車廢气排放的標準亦大相逕庭。香港使用歐盟5期燃油，對車用燃油及超低硫柴油的含硫量有非常嚴格的規定，需少於0.005%。有環保團體指，中國大陸所使用的汽油含硫量比香港的高出十至數十倍不等，擔心使用這類汽油的入境汽車會帶來環境污染，令香港的空氣污染更嚴重；他們同時指出，香港汽車北上自駕遊為避開香港汽油稅收，也可能在大陸油站加油，汽車回港後也會導致同樣問題。

### 道路擠塞
香港地少人多，資料顯示私家車數目已由1998年的31.8萬輛增至2011年的43.3萬輛，政府在2011年財政預算案中增加私家車首次登記稅，目的就是為了減少路面車輛數目，以改善塞車情況，而一些基礎建設如以前興建的地下鐵，以致近年的中環灣仔繞道，最重要的目的都是減輕路面擠塞。然而，實施自駕遊會令擠塞情況更為嚴重，並不可取。私家車南下到港遊覽，會到的地方多為商業區或兩大主題公園迪士尼樂園和海洋公園，這些地方的停車場每逢假期就多已爆滿，難以容納更多車輛。

### 帶旺旅遊業
支持計劃的人士指，計劃全面實施後可帶旺香港旅遊業。然而，自駕遊只限極小部份的私家車，香港因此所得的旅遊業收益成疑，有論者指「只基於旅遊業利益作出發點的交通政策極為短視，當決策者離職後，此政策仍然活像一種具侵略性害蟲，嚴重危害社會健康。」

## 官員及議員反應
公民黨立法會議員陳淑莊於香港立法會交通事務委員會會議上動議全面擱置計劃，政府應向市民作出公眾諮詢，惜議案未獲通過。香港立法會交通事務委員會亦通過無約束力議案，促請政府在社會有共識後始推行讓內地司機南下香港的第二階段自駕遊。會議席上多名議員質疑香港政府無諮詢民意，擔心計劃首階段生效後，便要綑綁式執行第二階段，容許內地司機南下香港自駕遊。就此，香港運輸及房屋局局長鄭汝樺解釋，現時的自駕遊計劃屬非常小規模的試驗，因過往沒有相關經驗，要先總結經驗才能研究第二階段，而一般而言只有恆常政策始會事前作公眾諮詢。她強調，政府不急於實施第二階段計劃，必定會做好把關工作，好好處理大家關注的問題，再交由立法會討論。

## 相關
- 驾照互相认可